# Кабацкий, Александр Алексеевич
Александр Алексеевич Каба́цкий (род. 1948) — советский архитектор.

## Биография
Родился 23 октября 1948 года в Киеве. В 1972 году окончил КИСИ.
Среди спроектированных сооружений — гостиница «Градецкая» в Чернигове (1980), в соавторстве с В. Г. Штольком, А. В. Грачевой, Ральченко, Слободой, Любенко.
Член национального союза архитекторов Украины.

## Награды и премии
- Государственная премия УССР имени Т. Г. Шевченко (1984) — за гостиничный комплекс «Градецкий» в Чернигове

## Источник
- [leksika.com.ua/17150423/ure/kabatskiy УСЭ]